# الاستفتاء الدستوري القرغيزي 2021
الاستفتاء الدستوري القرغيزي 2021 سيعقد في قيرغيزستان في 11 أبريل 2021. سيُسأل الناخبون عما إذا كانوا يوافقون على دستور جديد.

## خلفية
بعد الانتخابات البرلمانية لعام 2020 اندلعت الاحتجاجات في أكتوبر 2020 وأدت إلى استقالة الرئيس سورونباي جينبيكوف. في يناير 2021 أُجري استفتاء على شكل الحكومة جنبًا إلى جنب مع الانتخابات الرئاسية التي فاز بها صادر جاباروف، حيث سأل الناخبون عما إذا كانوا يفضلون النظام الرئاسي أو النظام البرلماني أو يعارض كلاهما. صوت ما يزيد قليلاً عن 84٪ لصالح نظام رئاسي.
بدأ العمل على صياغة دستور جديد، والذي تمت مناقشته في المجلس الأعلى في فبراير 2021. يستبدل مشروع الدستور الجديد النظام البرلماني بنظام رئاسي، مع تحديد مدة الرئاسة بفترتين من خمس سنوات بدلاً من ولاية واحدة مدتها ست سنوات. كما أنه يخفض عدد مقاعد المجلس الأعلى من 120 إلى 90 وينشئ محكمة دستورية.
في مارس 2021 أقر أعضاء المجلس الأعلى مشروع قانون، يحدد موعد إجراء استفتاء على الدستور الجديد في 11 أبريل، وهو نفس يوم الانتخابات المحلية.